# Mistrzostwa Europy Juniorów w Saneczkarstwie 1964
10. Mistrzostwa Europy juniorów w saneczkarstwie 1964 odbyły się 25 stycznia w Kufstein, w Austrii. Rozegrane zostały trzy konkurencje: jedynki kobiet, jedynki mężczyzn oraz dwójki mężczyzn. W klasyfikacji medalowej najlepsi byli Włosi. Polacy wywalczyli 3 medale. Mistrzynią Europy została Irena Kawa, która wyprzedziła Zofię Hłasko. Brązowy medal w dwójkach mężczyzn zdobyli Ryszard Nasiek i Józef Matlak. Były to pierwsze medale Polaków na mistrzostwach Europy juniorów.

## Terminarz
| Data             | Miejscowość | Konkurencja      | Złoto                      | Srebro                      | Brąz                        |
| ---------------- | ----------- | ---------------- | -------------------------- | --------------------------- | --------------------------- |
| 25 stycznia 1964 | Kufstein    | Jedynki kobiet   | Irena Kawa                 | Zofia Hłasko                | Uta Schipanski              |
| 25 stycznia 1964 | Kufstein    | Jedynki mężczyzn | Ernesto Mair               | Florian Aschauer            | Enrico Graber               |
| 25 stycznia 1964 | Kufstein    | Dwójki mężczyzn  | Ernesto Mair Enrico Graber | Paul Fiegl Florian Aschauer | Ryszard Nasiek Józef Matlak |

## Wyniki

### Jedynki kobiet
- Data / Początek: Sobota 25 stycznia 1964

| Medal | Zawodniczka             | Narodowość |
| ----- | ----------------------- | ---------- |
|       | Irena Kawa              | Polska     |
|       | Zofia Hłasko            | Polska     |
|       | Uta Schipanski          | NRD        |
| 4.    | Karoline Leitner        | Austria    |
| 5.    | Małgorzata Głowaczewska | Polska     |
| 6.    | Irene Rannv             | Austria    |
| 7.    | Angelika Dünhaupt       | RFN        |
| 8.    | Gisela Strohmeier       | RFN        |
| 9.    | Johanna Haslinglehner   | Austria    |
| 10.   | Elfriede Wäger          | Austria    |
| 11.   | Adelheid Rekewitz       | NRD        |
| 12.   | Ruth Kistler            | Szwajcaria |
| 13.   | Anneliese Wutzel        | Austria    |

### Jedynki mężczyzn
- Data / Początek: Sobota 25 stycznia 1964

| Medal | Zawodnik          | Narodowość        |
| ----- | ----------------- | ----------------- |
|       | Ernst Mair        | Włochy            |
|       | Florian Aschauer  | RFN               |
|       | Erich Graber      | Włochy            |
| 4.    | Ryszard Nasiek    | Polska            |
| 5.    | Franz Dreier      | Austria           |
| 6.    | Peter Kretauer    | Austria           |
| 7.    | Albert Gufler     | Austria           |
| 8.    | Manfred Urban     | Austria           |
| 9.    | Walter Handler    | Austria           |
| 10.   | Józef Matlak      | Polska            |
| 11.   | Ludwig Protz      | Austria           |
| 12.   | Jürgen Drescher   | RFN               |
| 13.   | Rudi Konrader     | Austria           |
| 14.   | Ricardo Prugger   | Włochy            |
| 15.   | Hans Huber        | Włochy            |
| 16.   | Heinz Mayer       | RFN               |
| 17.   | Florian Zwerger   | RFN               |
| 18.   | Robert Gottschall | Szwajcaria        |
| 19.   | Alfred Santner    | Austria           |
| 20.   | Ulrico Moroder    | Włochy            |
| 21.   | Uwe Kassebaum     | RFN               |
| 22.   | Heinrich Feichter | Włochy            |
| 23.   | Reinhard Bredow   | NRD               |
| 24.   | Paul Fiegl        | RFN               |
| 25.   | Josef Schreyer    | Austria           |
| 26.   | Gary Griffin      | Stany Zjednoczone |
| 27.   | Bradley Freeman   | Stany Zjednoczone |
| 28.   | Bill Grunow       | Stany Zjednoczone |
| 29.   | Bertl Ertelt      | RFN               |
| 30.   | Jerzy Kruczek     | Polska            |
| 31.   | Jochen Rühle      | RFN               |
| 32.   | Frederick Sanders | Stany Zjednoczone |
| 33.   | Tom Ellinger      | Stany Zjednoczone |
| 34.   | John Cockerell    | Stany Zjednoczone |
| 35.   | Wayner McCrea     | Stany Zjednoczone |
| 36.   | Josef Pall        | Austria           |

### Dwójki mężczyzn
- Data / Początek: Sobota 25 stycznia 1964

| Medal | Zawodnik                           | Narodowość |
| ----- | ---------------------------------- | ---------- |
|       | Ernst Mair Erich Graber            | Włochy     |
|       | Paul Fiegl Florian Aschauer        | RFN        |
|       | Ryszard Nasiek Józef Matlak        | Polska     |
| 4.    | Albert Gufler Josef Schreyer       | Austria    |
| 5.    | Manfred Urban Walter Handler       | Austria    |
| 6.    | Heinrich Feichter Franz Vittur     | Włochy     |
| 7.    | Hugo Friedl Raimund Köflinger      | Austria    |
| 8.    | Ulrich Moroder Richard Prigger     | Włochy     |
| 9.    | Bertl Ertelt Peter Reichenwallner  | RFN        |
| 10.   | Hans Huber Jochen Rühle            | RFN        |
| 11.   | Peter Kretauer Johann Schönlechner | Austria    |
| 12.   | Alfred Santner Franz Dreier        | Austria    |

## Klasyfikacja medalowa
| Miejsce | Państwo |   |   |   | Razem |
| ------- | ------- | - | - | - | ----- |
| 1.      | Włochy  | 2 | 0 | 1 | 2     |
| 2.      | Polska  | 1 | 1 | 1 | 3     |
| 3.      | RFN     | 0 | 2 | 0 | 2     |
| 4.      | NRD     | 0 | 0 | 1 | 1     |